# Raul Zelik
Raul Zelik (Múnich, 1968) es un escritor, politólogo, traductor alemán.

## Trayectoria
En 1997 publicó su primera novela, Friss und stirb trotzdem, y desde entonces ha recibido varios premios literarios, siendo considerado como una promesa literaria en Alemania. Ha realizado varios viajes a América Latina, fruto de los cuales son sus crónicas político-literarias Venezuela más allá de Chávez y su novela La negra, ambientada en Colombia y elogiada en Alemania.
Zelik fue profesor en la Universidad Nacional de Colombia, en la ciudad de Medellín y también en la Universidad de Kassel.
Mantiene también una estrecha relación con el País Vasco. En 2007 tradujo del euskera al alemán, junto con Petra Elser, la novela Lagun izoztua de Joseba Sarrionandia.
Su obra Situaciones berlinesas fue nominada en 2005 para el Premio Nacional del Libro, galardón alemán de novelas de gran prestigio en el país germano.

## Obra en español
- 2000. La negra. Barcelona: Virus. ISBN 84-96044-12-2
- 2004. Venezuela más allá de Chávez. Crónicas del Proceso Bolivariano. Barcelona: Virus. ISBN 84-96044-49-1
- 2009. Situaciones berlinesas. Tafalla: Txalaparta. ISBN 978-84-8136-538-2
- 2010. El amigo armado. Tafalla: Txalaparta. ISBN 978-84-8136-595-5
- 2014. Muerte en Kreuzberg. Tafalla: Txalaparta. ISBN 9788415313861
- 2015. Paramilitarismo: violencia y transformación social, política y económica en Colombia. Bogotá: Siglo del Hombre editores. ISBN 978-958-665-344-2.[3]
- 2016. Continuidad o ruptura. Madrid: Capitán Swing. ISBN 978-84-945481-3-0
- 2017. La izquierda abertzale acertó, Txalaparta.
- 2023. Zombis del capital. Sobre monstruos políticos y un socialismo verde, Txalaparta, ISBN 978-84-19319-44-9.[1]